# Systema Vegetabilium

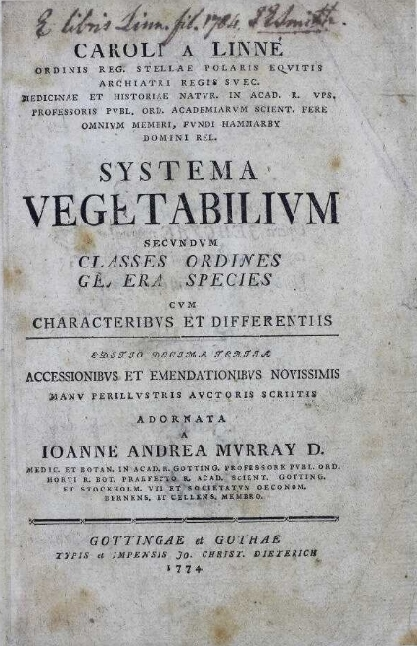
imagem do livro Systema Vegetabilium

Systema Vegetabilium, (abreviado como Syst. Veg.), é um livro com descrições botânicas escrito conjuntamente por Josef August Schultes, pai do botânico Julius H. Schultes (1804-1840), que participa, com Johann J. Roemer (1763-1819) e os seus filhos na realização da sétima edição de Systema Vegetabilium. Foi editado em 7 volumes entre os anos 1817-1830, com o nome Caroli a Linné ... Systema vegetabilium: secundum classes, ordines, genera, species. Cum characteribus differentiis et synonymis. Editio nova, speciebus inde ab editione XV. Detectis aucta et locupletata. Stuttgardtiae

## Volumes
- Nº 1: Jan-Jun 1817;
- Nº 2: Nov 1817;
- Nº 3: Jul 1818;
- Nº 4: Jan-Jun 1819;
- Nº 5: fim de 1819 ou princípios de 1820; por J. A. Schultes
- Nº 6: Ago-Dez 1820; por J. A. Schultes
- Nº 7(1): 1829; por J. A. & J. H. Schultes;
- Nº 7(2): final de 1830